# Castles and Dreams
Castles and Dreams è un doppio DVD live dei Blackmore's Night. Il primo disco contiene la registrazione di un concerto tenutosi nel 2004 in Germania, mentre il secondo contiene vari videoclip, interviste, documentari ed esibizioni live della band.

## Track list

### Disco 1

#### Concert Burg Veldenstein- Burg Neuhaus 2004
1. Intro
2. Cartouche
3. Queen for a Day (part 1)
4. Queen for a Day (part 2)
5. Under a Violet Moon
6. Minstrel Hall
7. Past Times with Good Company
8. Soldier of Fortune
9. Durch Den Wald Zum Bach Haus
10. Once in a Million Years
11. Mr. Peagram's Morris And Sword
12. Home Again
13. Ghost of a Rose
14. Mond Tanz/Child in Time/Mond Tanz
15. Wind in the Willows
16. Village on the Sand
17. Reinaissance Faire
18. The Clock Ticks On
19. Loreley
20. All for One
21. Black Night (cover dei Deep Purple)
22. Dandelion Wine

#### Bonus Material
1. Behind the Scenes
2. Ritchie Blackmore Guitar Special

### Disco 2

#### Acoustics
1. I Think it's Going to Rain Today (music and lyrics by Randy Newman)- Burg Rheinfels
2. Christmas Eve- Burg Waldeck 2004
3. Shadow of the Moon
4. Queen for a Day
5. Under a Violet Moon

#### Videos
1. The Times They Are A Changin'
2. Way to Mandalay
3. Once in a Million Years
4. Hanging Tree
5. Christmas Eve

#### Documentaries
1. Blackmore's Night: The Story
2. Once Upon a Time: The Ritchie and Candice Story
3. Tour Start: St. Goar 2004
4. Hanging Tree: Making Music with Our Friends
5. Schlossgeister- German TV Special
6. Goldene Henne- German TV Appearance
7. Fernsehgarten- German TV Appearance

#### Proclamations
1. Discography- Blackmore's Night
2. Biography- Candice Night
3. Biography- Ritchie Blackmore
4. Interview- Band and Members

#### Special Bonus
1. Slide Show
2. Candice Night Private Movies